# Kirchberg (Bad Reichenhall)
Kirchberg ist ein Ortsteil der Stadt Bad Reichenhall im Landkreis Berchtesgadener Land. Bis 1978 gehörte Kirchberg wie Nonn zur ehemaligen Gemeinde Karlstein und wurde mit dieser im Zuge der Gemeindegebietsreform nach Bad Reichenhall eingegliedert.

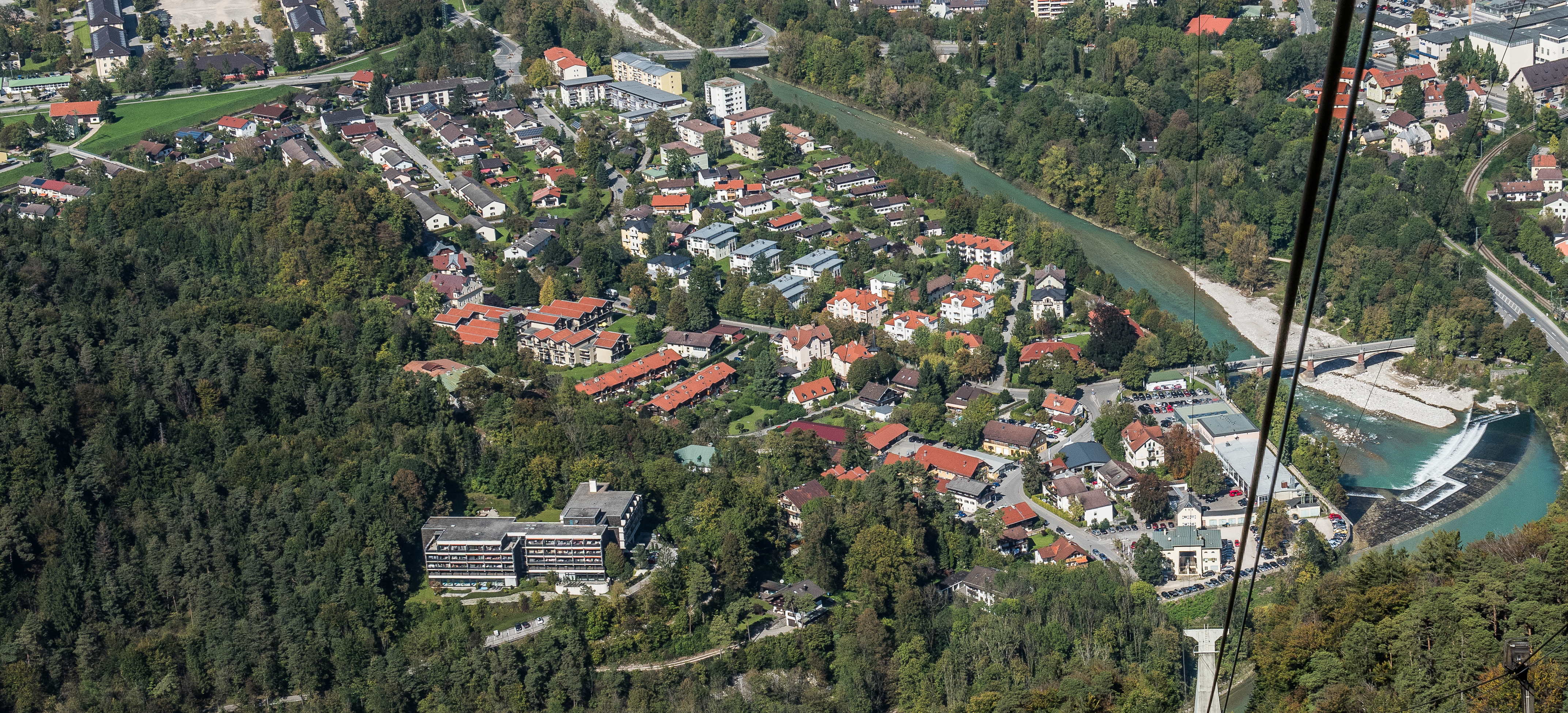
Blick aus der Gondel der Predigtstuhlbahn auf Kirchberg

## Geographie

### Lage
Der Ortsteil Kirchberg liegt zwischen dem westlichen Ufer der Saalach, dem Unterwasserkanal des Saalachkraftwerkes und der Staatsstraße 2101. Im Bereich von Kirchberg befindet sich der östliche Ausläufer des Müllnerberges.

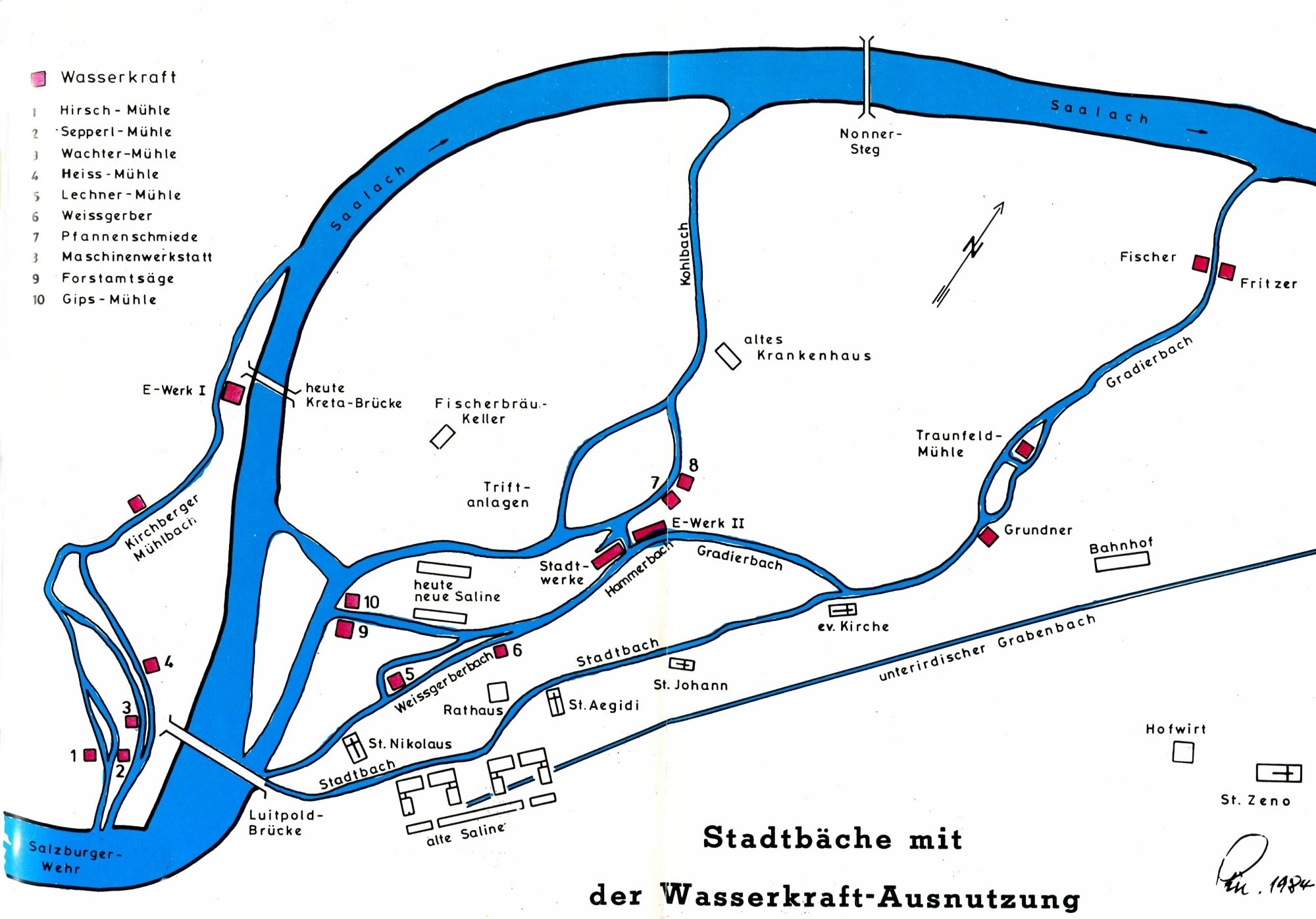
Verlauf des Kirchberger Mühlbaches um 1900

### Gewässer
Kirchberg liegt an der Saalach, die lange die Grenze zwischen der Gemeinde Karlstein und der Stadt Bad Reichenhall bildete. Früher wurde am sog. Salzburger Wehr (etwa dort, wo sich jetzt die Talstation der Predigtstuhlbahn befindet) Wasser von der Saalach abgezweigt und damit der Kirchberger Mühlbach gespeist. Dieser versorgte zahlreiche Mühlen in Kirchberg mit Wasserkraft. 1890 nahm der Holzstoff-Fabrikant Konrad Fischer aus St. Zeno mit den Elektricitäts-Werken Reichenhall das erste Wechselstromkraftwerk Deutschlands in Betrieb. Auch Fischer nutzte für sein Wasserkraftwerk den Kirchberger Mühlbach. Als das Saalachkraftwerk in Betrieb ging, fehlte das Wasser für den Mühlbach und die Mühlen und das alte E-Werk wurden aufgegeben. Der Mühlbach wurde mit Aushubmaterial aus dem Unterwasserkanal des Saalachkraftwerkes aufgefüllt, die heutige Nonner Straße stellt in etwa den Verlauf des Mühlbaches dar. Hinter dem heutigen Altenheim entspringt die Kirchberger Heilquelle, die jedoch heute nicht mehr genutzt wird.

### Klima
Wie auch im Rest des Stadtgebietes von Bad Reichenhall ist das Klima, begünstigt durch die geschützte Lage im Talkessel und das Wasser der Saalach, gemäßigt. Bad Reichenhall wird deshalb auch gern als Meran des Nordens bezeichnet. Eine Besonderheit sind starke, warme Fallwinde, die vor allem im Bereich Kirchberg auftreten und in anderen Ortsteilen wenig bis gar nicht wahrgenommen werden. Aufgrund der Windrichtung (aus Westen) werden diese im Volksmund gerne als Kugelbachwind bezeichnet, nach dem in dieser Richtung liegenden Hof des Kugelbachbauern.

## Geschichte

### Vorgeschichte
Die ältesten Funde menschlicher Besiedelung im Reichenhaller Talkessel finden sich in Karlstein, wozu Kirchberg bis zur Gebietsreform gehörte. Nachgewiesen sind unter anderem Wohnstätten, Gebrauchsgegenstände und ein großer Brandopferaltar aus der Frühen Bronzezeit. Die Fundorte befanden sich in den Höhenlagen nördlich der heutigen Kirche St. Pankraz.
Die erste nachgewiesene Besiedelung Kirchbergs erfolgte durch die Römer. Max von Chlingensperg-Berg erforschte zwischen 1884 und 1888 ein umfangreiches germanisches Gräberfeld im Bereich des heutigen Hirschmühlwegs. Er erforschte dabei insgesamt 525 Reihengräber. Von Chlingensperg datierte die Funde auf die Zeitspanne zwischen dem frühen 6. Jahrhundert und dem späten 7. Jahrhundert und geht von insgesamt über tausend Gräbern aus. Da viele der Gräber durch Grabräuber zerstört wurden, war die Bestandsaufnahme nur schwer durchzuführen. Eine Besonderheit waren die römischen Denksteine, welche mitten unter den germanischen Gräbern entdeckt wurden und einen Zusammenhang mit der vorhergehenden Römerperiode erkennen lässt. Jedoch lässt die Art und Weise, wie die Grabfragmente aufgefunden wurden darauf schließen, dass sie über den nahegelegenen Hang hinabgeworfen und so zur Gräbereinfüllung verwendet wurde. Darüber hinaus wurden die bildlichen Darstellungen mit Hammer und Meißel zerstört oder verstümmelt, um jede Spur des verhassten römischen Erbfeindes zu verwischen.
Bei einem Vortrag zeigte sich Kaiser Wilhelm II. so begeistert über die Funde, dass er die gesamte Sammlung für 30.000 Goldmark erwarb und sie dem Berliner Museum für Völkerkunde überließ. Von den damaligen 658 Fundstücken sind heute noch 255 erhalten, der Rest gilt seit dem Zweiten Weltkrieg als verschollen.

### Mittelalter

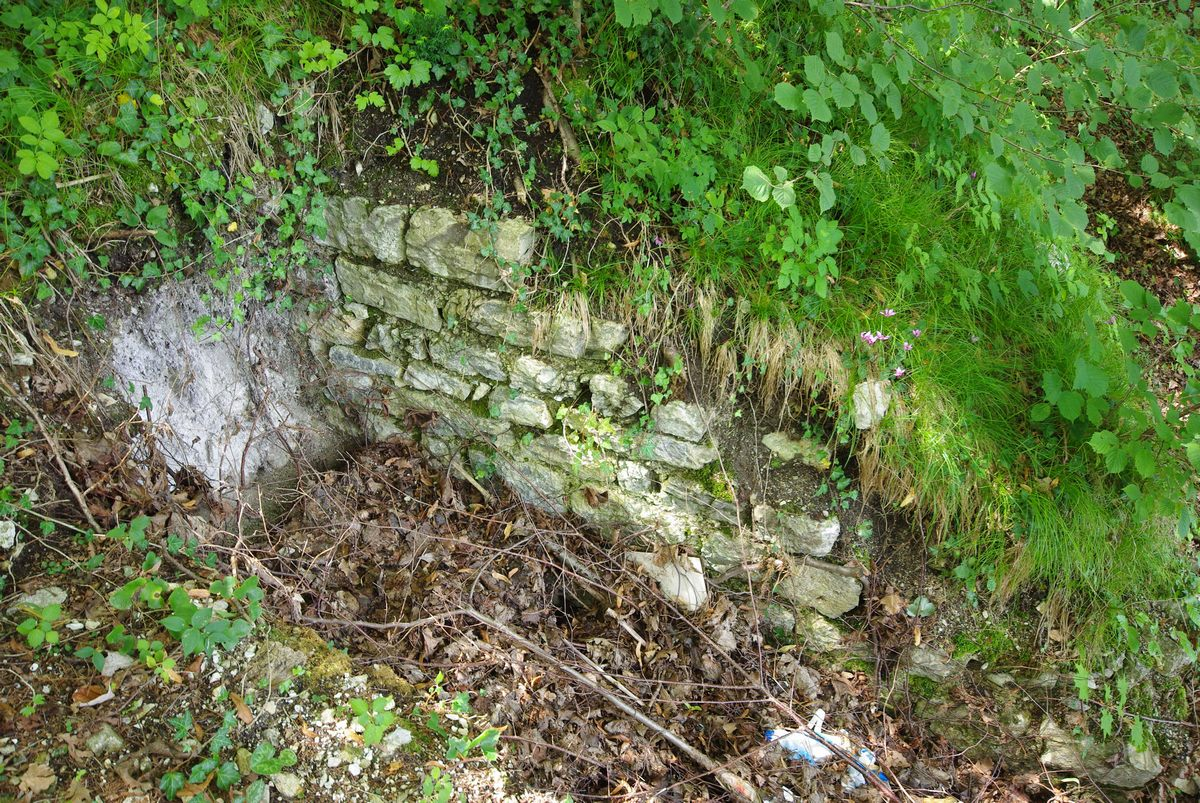
Mauerreste der Burg Kirchberg am „Doktorberg“

Im Hochmittelalter wird das erste kirchliche Kultgebäude im Bereich Kirchberg und Karlstein erwähnt. Erzbischof Konrad I. von Salzburg stiftete 1130 für die von ihm geweihte Kirche St. Georg ein Lehengut beim Kirchberg. Nach dem Verschwinden des Gebäudes wurde ihr Patrozinium im 15. Jahrhundert in das zuvor dem hl. Martin geweihte Nonner Kirchlein übertragen. Ebenfalls in der ersten Hälfte des 12. Jahrhunderts wurde die Burg Kirchberg errichtet, die um den Zeitpunkt der Weihe der Georgskirche wohl schon vollendet war. Die Burg Kirchberg sicherte einen Teil des Handelsweges des Reichenhaller Salzes, die sog. Güldene Salzstraße entlang der heutigen Thumseestraße. Es wird vermutet, dass das Gebiet um die Burg zu dieser Zeit ein zentraler Siedlungsplatz im Reichenhaller Tal war. Doch bereits 1262 wurde die Burg Kirchberg und weitere erzbischöfliche Festungsanlagen in Karlstein durch den Herzog Heinrich von Niederbayern bei Auseinandersetzungen mit dem Erzbischof zerstört. Am Wiederaufbau wurde der Bischof in der Folge durch den Ritter Paltram gehindert, welcher zu dieser Zeit auf der Burg Karlstein ansässig war. Am 2. Februar 1286 gab Erzbischof Rudolf dieses Vorhaben endgültig auf und es kam zu einer Einigung mit dem Bayernherzog. Der Kirchberg befindet sich heute im Privatbesitz, die wenigen unter der Vegetation versteckten Mauerreste sind kaum sichtbar und nicht öffentlich zugänglich. Die Burg Kirchberg ist ein Teil des Reichenhaller Burgenweges und wurde 2002 durch Johannes Lang und Mitglieder des Heimatkundevereins Bad Reichenhall erforscht.

### Ölbergkapelle

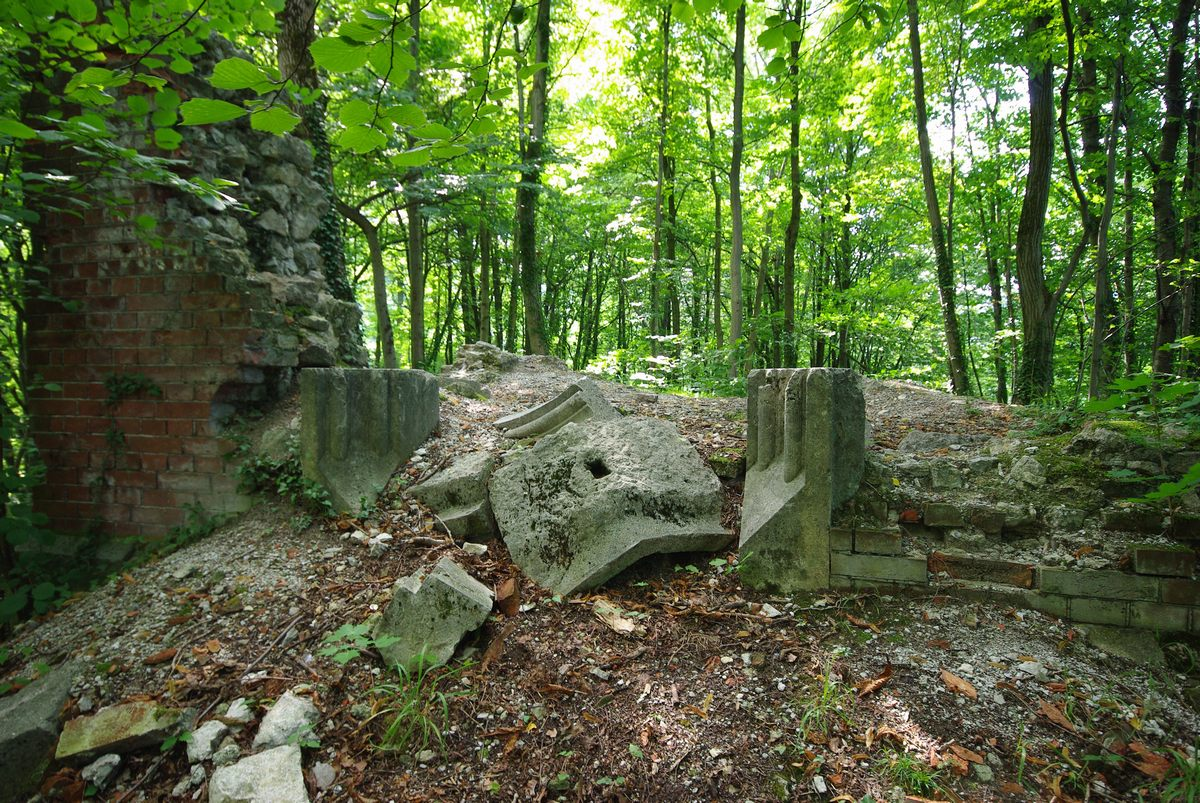
Reste der Ölbergkapelle

Nach dem Stadtbrand von 1834 machten einige Salinenarbeiter und Maurer das Versprechen, auf einer geeigneten Anhöhe eine Kapelle zu errichten. Als Dank dafür, dass sie vor dem Brand gerettet wurden und zur Fürbitte, um ein ähnliches Unglück abzuwenden. Bis zum Anfang des 19. Jahrhunderts gab es an der heutigen Innsbrucker Straße bereits eine Ölbergkapelle, die jedoch von der Saline zum Bau der Kufsägermühle abgerissen wurde. Der Innenraum dieser Kapelle war mit einem Relief geschmückt, das Christus am Ölberg mit den Jüngern darstellt. Die Initiatoren der neuen Kapelle erinnerten sich an dieses Bauwerk und wollten das Relief auch in die neue Kapelle übernehmen. Der Kirchberg war damals wenig bewaldet und bot eine schöne Aussicht auf das Reichenhaller Tal. Der damalige Eigentümer des Kirchbergs, der Lederermeister und Badbesitzer Anton Wintersteller überließ kostenlos den Platz für die Errichtung. 1845 wurde der Bau fertiggestellt. Der Bau wurde trotz nicht gedeckter Kosten durchgeführt, die Streitigkeiten über die Zuständigkeit wurden erst am 2. Juni 1860 vor dem Kgl. Landgericht Reichenhall beendet. Bereits ab dem Anfang des 20. Jahrhunderts erfuhr die Kapelle wenig Pflege und wurde ab dem Ende des Zweiten Weltkrieges vollständig dem Verfall preisgegeben. Heute ist nur noch das Fundament der Kapelle zu erkennen. Die Gedenktafel zur Weihe der Kapelle ist erhalten geblieben und befindet sich in der Sammlung des Heimatmuseums von Bad Reichenhall. Ende August 2020 erklärte Georg Schöndorfer, der Besitzer des Kirchberg-Schlössls, der daran angeschlossenen Wohnanlage und des Kirchbergs, dass er die Wohnanlage aufstocken möchte. Im Stil von Penthousewohnungen ist ein zurückgesetzter Aufbau mit Dachterrassen und Balkonen geplant, der 700 m² „geförderten, leistbaren Wohnraum“ bieten soll. Im Falle einer Genehmigung der Aufstockung durch die zuständige Behörde und das Bayerische Landesamt für Denkmalpflege hat Schöndorfer indirekt den Wiederaufbau der verfallenen Ölbergkapelle in Aussicht gestellt. Unklar ist, ob der Wiederaufbau der Kapelle möglich ist, denn diese befindet sich auf dem Areal der ehemaligen Burg Kirchberg, das heute als Bodendenkmal in die Denkmalliste eingetragen ist. Jegliche Bautätigkeit in diesem Bereich unterliegt auch der Genehmigung durch die Denkmalbehörde.

### Kurbetrieb
Es ist nicht überliefert, ob man in Bad Reichenhall schon im Mittelalter um den Heilwert der Sole wusste. Die ersten Bäder entstanden zudem nicht in Bad Reichenhall, sondern am anderen Ufer der Saalach in Kirchberg. Hier, ganz in der Nähe des Kirchberg-Schlössls, entspringt eine Mineralquelle die möglicherweise bereits die Römer veranlasst hat, sich in ihrer Nähe anzusiedeln. Als Heilquelle wurde die Kirchbergquelle 1713 erstmals historisch belegt. Der hochfürstliche salzburgische Rat, Physikus und Doktor Franz Duelly formulierte die „fünfzehn Baderegeln zum wohltuenden Gebrauch des Wassers“. Doch hatte das Bad anfangs nur eine regionale Bedeutung, denn noch hundert Jahre später hieß es, dass die Geräte und Einrichtungen nur in einfachster Ausstattung vorhanden und nicht zur Benützung für „höhere Stände“ geeignet sind. Am Anfang des 19. Jahrhunderts gehörte das Bad dem Lederermeister Franz Obermeier, daher auch der Name Ledererbad. Der Salinenarzt Dr. Osterhammer verordnete hier 1822 erstmals mit Sole vermischte Bäder und fertigte über die Erfolge seiner Therapie Protokolle an. Auch nach dem Tode Osterhammers wurden die Solekuren, für welche die Sole erst aus der Saline in Reichenhall angeliefert werden musste, beibehalten.
Als sich um 1846 in Bad Reichenhall das Kurhotel Axelmannstein etablierte, kam es zwar aufgrund der Konkurrenz wiederholt zum Streit, doch gewann durch das Aufblühen des Kurbetriebes in Reichenhall auch Kirchberg an Bedeutung.
1864 gelangte der Arzt Pachmayr in den Besitz des Schlössls, der Quelle sowie aller Anlagen und Rechte. Vor allem die ärztliche Betreuung der Kurgäste begünstigte den Aufschwung des Bades. Nun wurde der Kurbetrieb den Reichenhaller Gepflogenheiten angepasst und konnte bald schon die ersten auswärtigen Gäste begrüßen. Auch bauliche Veränderungen ließen das einstige Dienstbotenbad zum eleganten Pendant Reichenhalls werden. Die „Bad-Kirchberger-Kur“ bestand aus der Verabreichung von Bädern mit Sole aus Reichenhall, gemischt mit dem Wasser der Kirchberg-Quelle, aus Sole- und Kiefernadel-Inhalationen, Milch- und Molkekuren, Mutterlaugen- und Fichtennädelbäder. Die benötigten Rohstoffe wurden täglich frisch von der Kugelbachalm und der Mack'schen Apotheke bezogen. Der Apotheker Mathias Mack stellte ab 1856 in einem besonderen Destillationsverfahren Latschenöl her, das als wertvolles Heilmittel gilt und auch heute noch in alter Tradition im Familienunternehmen Josef Mack, der ältesten Latschenöl-Brennerei der Welt, erzeugt wird. Neben der Kur wurde den Gästen zwischen Mai und Oktober zweimal wöchentlich im Kurgarten ein Konzert geboten, weshalb eine Musiktribüne für das Kurorchester aufgestellt wurde. Zwischen 1872 und 1883 erweiterte Pachmayr seinen Grundbesitz und errichtete mehrere Neubauten. Aus dem Kurgarten wurde in dieser Zeit ein botanischer Garten mit exotischem Charakter, der vielseitige Bewunderung erfuhr. Dort errichtete Pachmayr zudem 1887 ein Kurhaus mit Küche, Gaststätte, Gästezimmern, Speisesaal, Lesezimmer und den nötigen sanitären Einrichtungen. Pachmayr wurde 1884 der Kgl. bayerische Hofratstitel verliehen. Nach dem Tode Pachmayrs am 3. Februar 1895 wurde das Bad innerhalb der Familie weitergeführt.
Die letzten fünfzig Jahre bis zum Ausbruch des Ersten Weltkrieges zählen zur glücklichsten Epoche Kirchbergs. Das Bad war zu einem Villen-Kurort herangewachsen und verfügte über eine eigene Eisenbahnstation. Nach dem Krieg kam der Badebetrieb ab 1919 zum Erliegen. Das ehemalige Badgebäude und der weitläufige Park wurden in den 1970er Jahren mit dem heutigen BRK-Altenheim überbaut. Die Mineralquelle verläuft heute ungenützt.

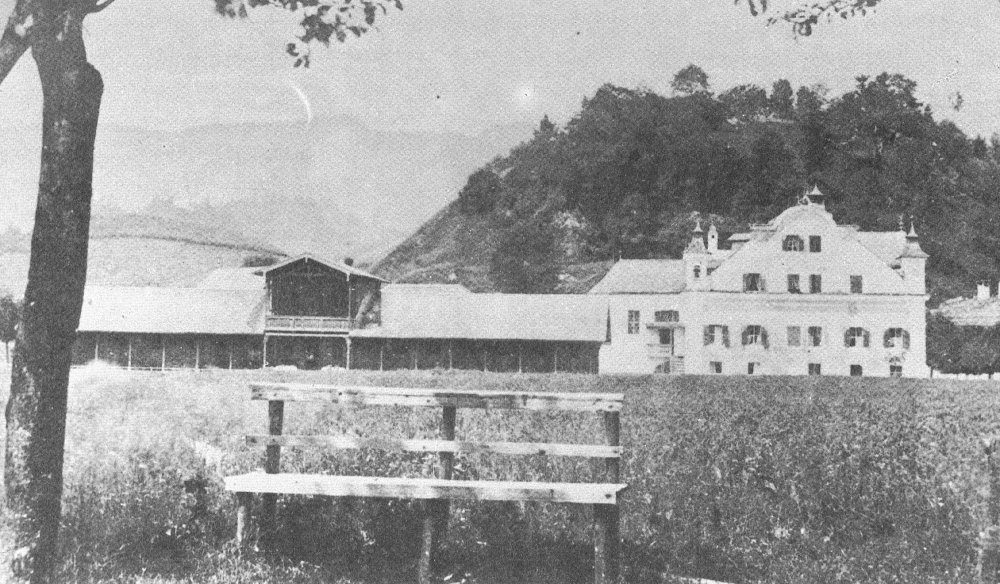
Bad Kirchberg um 1870
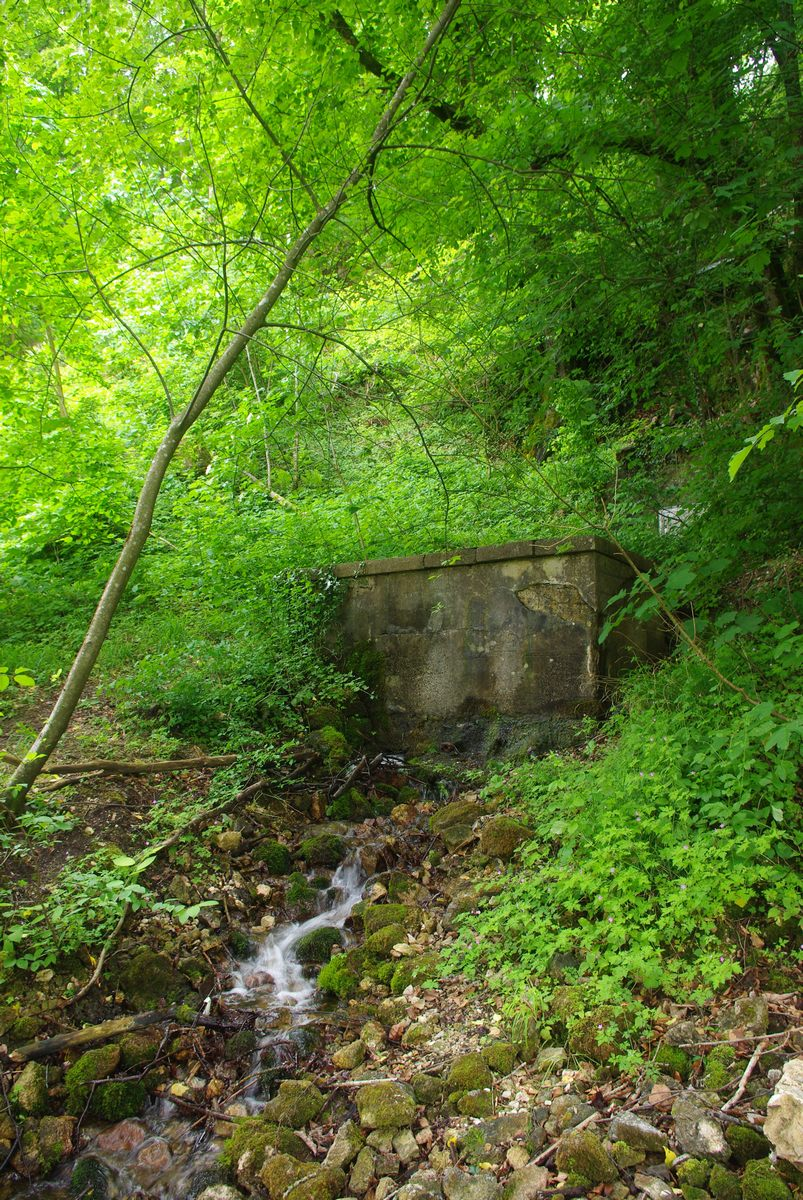
Kirchbergquelle
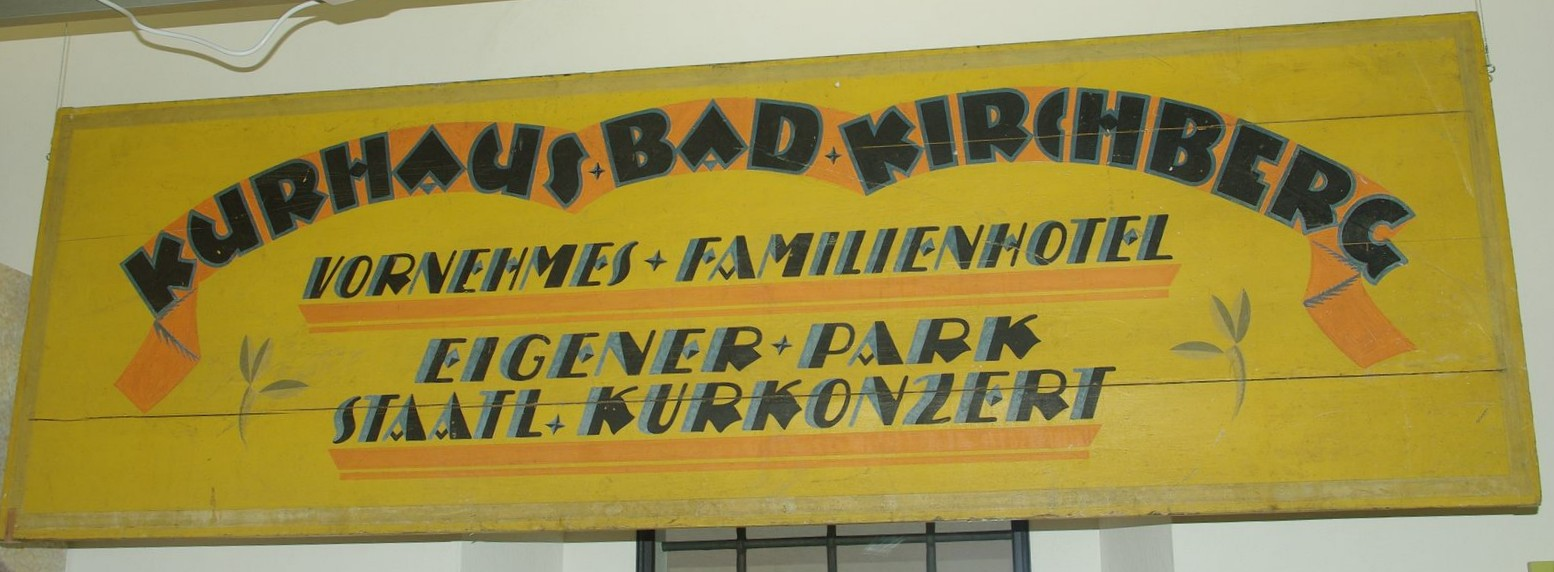
Werbetafel

### Jüngere Vergangenheit

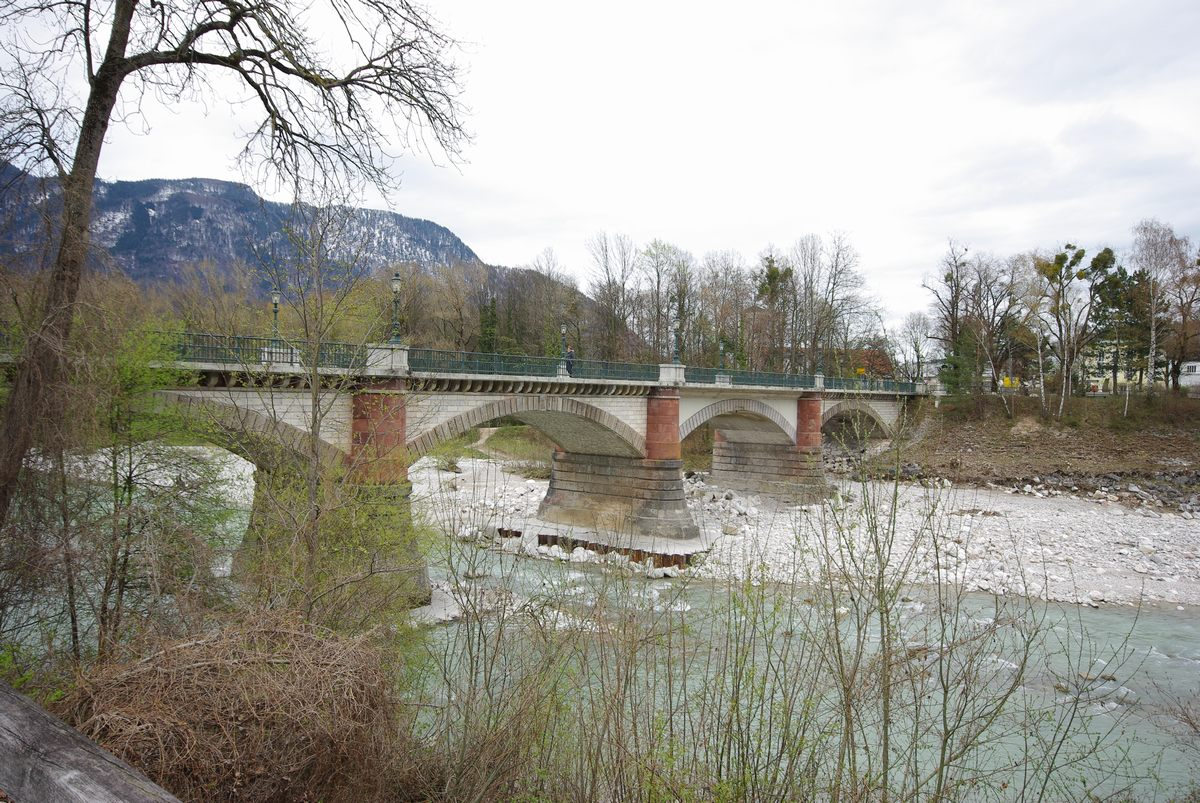
Luitpoldbrücke

In den Jahren 1889 bis 1890 wurde die Lange Brücke über die Saalach durch eine moderne Bogenbrücke aus Stein, die Luitpoldbrücke ersetzt. 1899 wurde die neue Brücke bei einem Hochwasser schwer beschädigt.

Elektricitäts-Werke Reichenhall

1890 eröffnete Konrad Fischer in Kirchberg die Elektricitäts-Werke Reichenhall, das erste Wechselstromkraftwerk in Deutschland und das erste E-Werk in Bayern. Fischer nutzte die Wasserkraft des Kirchberger Mühlbaches, um 1200 Glühlampen in Bad Reichenhall, Karlstein und Kirchberg zum Leuchten zu bringen. Er verkaufte seinen Betrieb jedoch schon 1891 wieder, 1898 erwarb die Stadt das Werk vom neuen Eigentümer. Als das neue Saalachkraftwerk 1914 in Betrieb genommen wurde, fehlte für die Mühlen und das E-Werk das so dringend benötigte Wasser. Deshalb wurde zwischen der Stadt und der Eisenbahn ein Kompensationsvertrag ausgehandelt und das Kraftwerk liefert noch heute Strom an die Stadtwerke Bad Reichenhall.
Ab 1908 betrieb Albert Leuthenmayr in der Nonner Straße 10 eine Latschenkiefernölbrennerei. Bis dahin war Josef Mack der Einzige, der in Bad Reichenhall verschiedene Kurmittel aus dem Öl der Latschenkiefer anbot. Leuthenmayr war Gärtner und besaß seit den 1880er Jahren in Reichenhall eine Blumenhandlung, in der er Gartenblumen und Blumenbouquets anbot. 1913 erweiterte Leuthenmayr seine Fabrik auf zwei große Anlagen, da die Erzeugnisse aus der ersten, kleinen Destillationsanlage regelmäßig ausverkauft waren. Zu Leuthenmayers Kunden zählten der bekannte Chirurg Ferdinand Sauerbruch, die Königlich Bayerische Leib- und Hofapotheke sowie das britische Königshaus. In Bad Reichenhall gab es drei Vertretungen für „Leuthenmayrs Hochgebirgs-Latschenkiefer-Produkte“, darunter die Kronen-Apotheke in der Bahnhofstraße. 1943 wurde der Betrieb kriegsbedingt eingestellt, aber ab 1948 wieder aufgenommen. 1977 wurde der Betrieb endgültig aufgegeben, ab diesem Zeitpunkt fertigte die Engel-Apotheke in der Ludwigstraße die Leuthenmayrschen Produkte in Lizenz.
Das Bad Kirchberg wurde im Ersten Weltkrieg in ein Lazarett umgewandelt, das bis 1921 in Betrieb war. Auch das Kirchberg-Schlössl war in das Lazarett eingegliedert worden. Das Kurhaus wurde 1924 an den Bayerischen Beamtenbund verkauft und kurz darauf als Beamten-Erholungsheim eröffnet. Damit endete der Badebetrieb in Kirchberg endgültig.
Den Zweiten Weltkrieg und den Luftangriff auf Bad Reichenhall am 25. April 1945 hat Kirchberg mit wenig Schäden überstanden. Einzelne Häuser am Kiblinger Weg und in der Col-di-Lana-Straße wurden in Mitleidenschaft gezogen, die für den Kirchberger Bahnhof gedachten Bomben gingen zum großen Teil weit jenseits der Bahnstrecke nieder und verwüsteten das Kammerbotenviertel und weite Teile der oberen Stadt. Die Luitpoldbrücke wurde von SS-Pionieren am Nachmittag des 3. Mai 1945 noch gesprengt. Zu diesem Zeitpunkt befanden sich die alliierten Truppen jedoch schon auf beiden Seiten der Saalach wenige Kilometer von Bad Reichenhall entfernt.
In den 1960er Jahren wurde die Kreta-Brücke gebaut, der Verkehr über die Deutsche Alpenstraße wurde dabei von der Thumseestraße auf die neue Staatsstraße 2101 verlegt. In den 1960er, 1970er und 1980er Jahren gab es eine rege Bautätigkeit in Kirchberg. Die bis dahin freien Wiesen wurden nahezu vollständig mit Wohnhäusern bebaut.

## Wirtschaft und Infrastruktur
Heute gibt es neben dem BRK-Altenheim und einigen Gaststätten keine nennenswerte Infrastruktur in Kirchberg. Der Bereich wird jetzt fast ausschließlich als Wohngebiet genutzt. Wie auch der Rest von Karlstein wird Kirchberg mit Gas und Wasser durch die Stadtwerke Bad Reichenhall versorgt, örtlicher Stromanbieter ist ebenfalls die Elektrizitätsgenossenschaft Karlstein eG.

## Verkehr

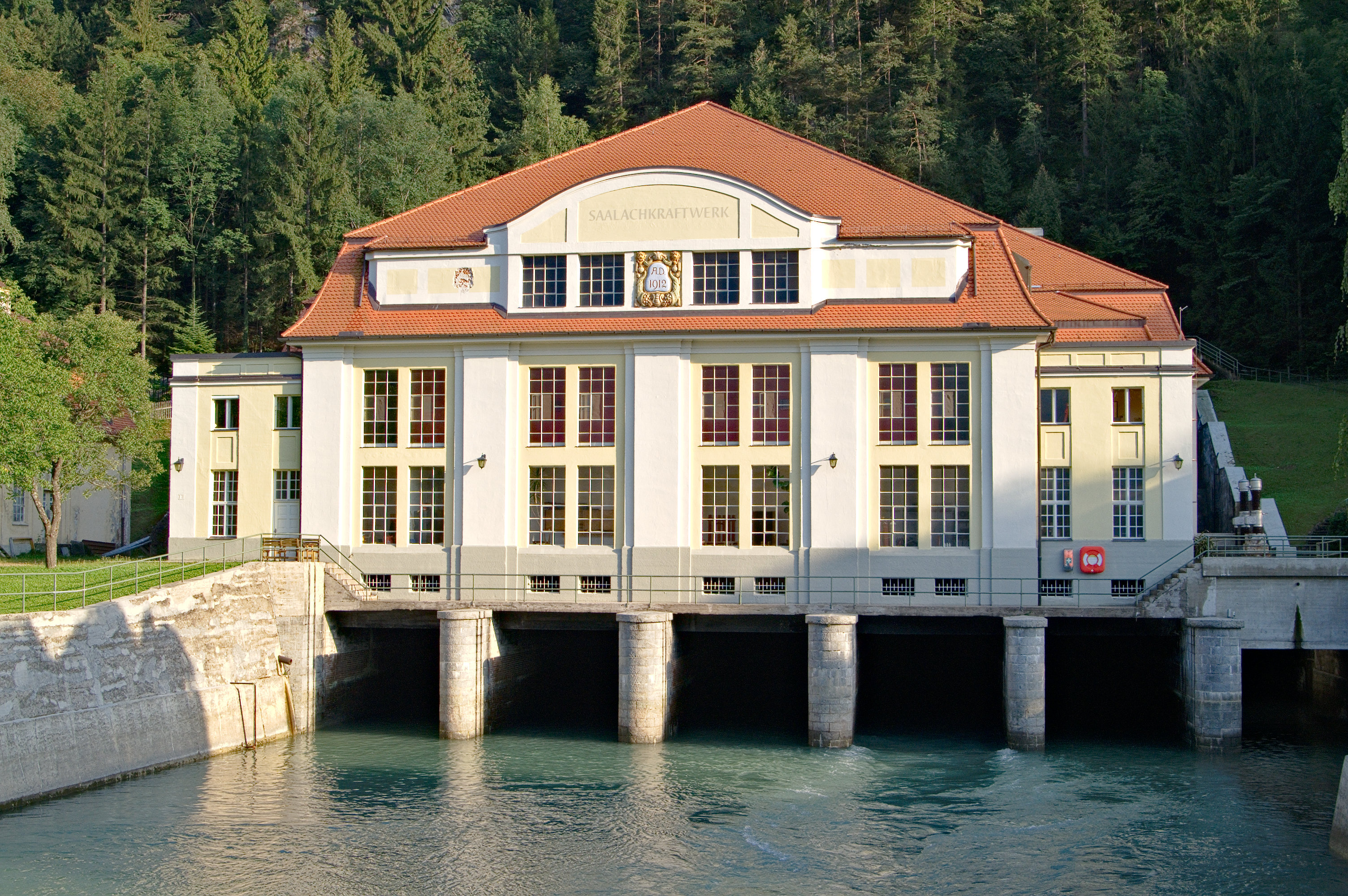
Saalachkraftwerk

Nahe dem Ortsteil verlaufen die Bundesstraße 21, die Staatsstraße 2101 und die Bahnstrecke Bad Reichenhall–Berchtesgaden mit dem Haltepunkt Bad Reichenhall-Kirchberg. Die denkmalgeschützte Luitpoldbrücke war lange Zeit die einzige Verbindung für Fahrzeuge und Fuhrwerke nach Reichenhall. Die Stadtbuslinie 2 führt durch Kirchberg bis hinauf an den Thumsee.

## Kultur und Sehenswürdigkeiten
In Kirchberg befinden sich neben dem Saalachkraftwerk und der Talstation der Predigtstuhlbahn zahlreiche weitere denkmalgeschützte Gebäude.

### Kirchberg-Schlössl

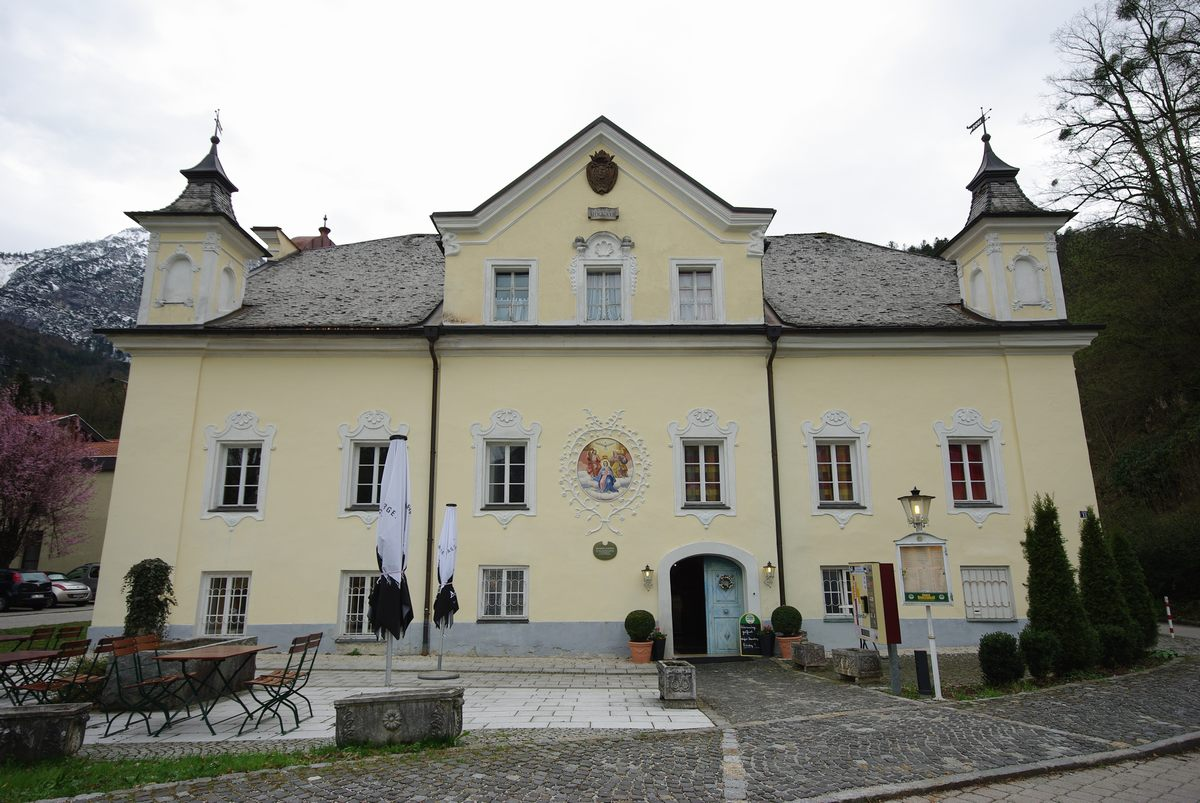
Das Kirchbergschlössl, Nordfassade

Das Kirchberg-Schlössl steht unter Denkmalschutz und liegt am Fuße des Kirchbergs in östlicher Richtung. Um 1500 erwarb der Reichenhaller Siedeherr Christian Kastner das Gut und baute den ehemaligen Wirtschaftshof der Burg auf dem Kirchberg zu einem repräsentativen Steinbau um. Unter Peter von Waltern wurde das Gebäude 1723 zum heutigen Schlössl umgebaut, die Jahreszahl und das Wappen Walterns an der Nordfassade sind bis heute noch erhalten. Der Baustil deutet darauf hin, dass das Schloss bereits im 15. Jahrhundert auf die heutige Größe ausgebaut worden ist. Im Schloss befinden sich eine Kapelle und eine Gaststätte.